# Ponte de Itabapoana
Ponte de Itabapoana é um distrito do município de Mimoso do Sul, no Espírito Santo. Já foi sede de município entre os anos de 1896 e 1930.

## História
O povoado que deu origem ao distrito se desenvolveu ao redor da estação Itabapoana, inaugurada na Linha do Litoral da antiga Estrada de Ferro Leopoldina em 12/02/1893, ferrovia atualmente voltada para o transporte de cargas.

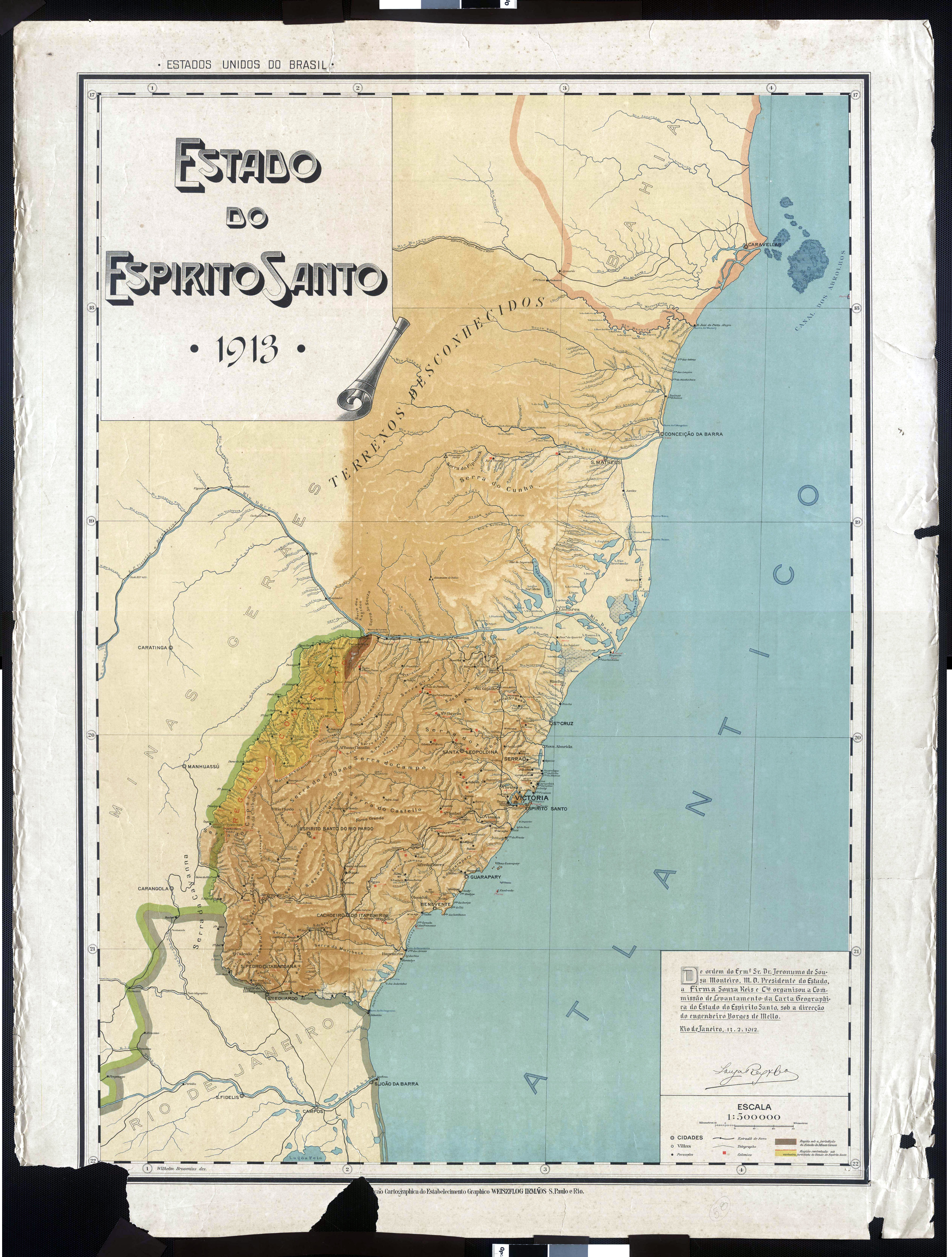
Mapa do Espírito Santo na época em que Itabapoana era município (1913).

Em 1º de agosto de 1896, pelo Decreto nº 64, Itabapoana foi elevado à categoria de município, se emancipando de São Pedro de Itabapoana, uma vez que tinha renda, população e estrutura suficientes para se desmembrar, sendo a ferrovia um dos fatores que favoreceu o desenvolvimento da região.
Em 1º de agosto de 1899 foi erigida e provisionada a Capela São Sebastião na sede municipal. Seu território abrangia aproximadamente o atual distrito mais Dona América e São José das Torres. Mas era um local modesto, pois o jornal O Cachoeirano publica em 1902 uma tabela com a população de municípios capixabas, onde Itabapoana ocupa o último lugar.

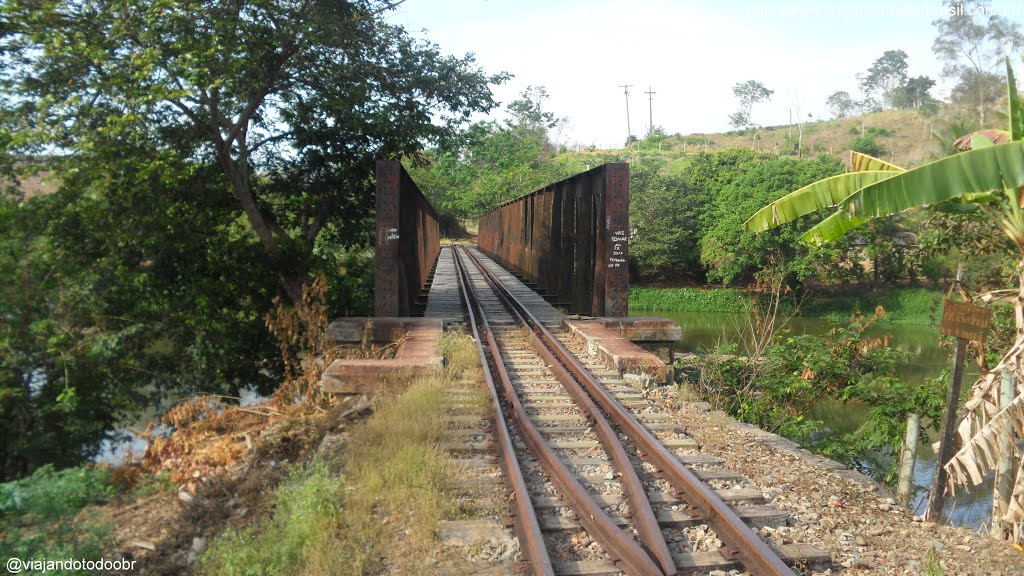
Ponte ferroviária da antiga Estrada de Ferro Leopoldina sobre o Rio Itabapoana.

Pela Lei nº 1726 de 03/01/1930 o município é extinto, devido a crises econômicas e evasão de muitos fazendeiros para o estado vizinho do Rio de Janeiro, voltando com a mesma denominação à condição de distrito do então município de São Pedro de Itabapoana.
Até a década de 50 o distrito ainda mantinha intensas atividades culturais como cinema, clubes e teatro, vindo diversas Companhias de Campos e do Rio de Janeiro. Após este período muitas famílias começaram a deixar o distrito em busca de uma situação financeira melhor e uma boa qualidade de vida no estado do Rio de Janeiro e na cidade de Mimoso do Sul.
Outro motivo também eram as fortes enchentes que anualmente atingiam a vila, causando muitas perdas materiais das famílias que ali viviam.

## Geografia

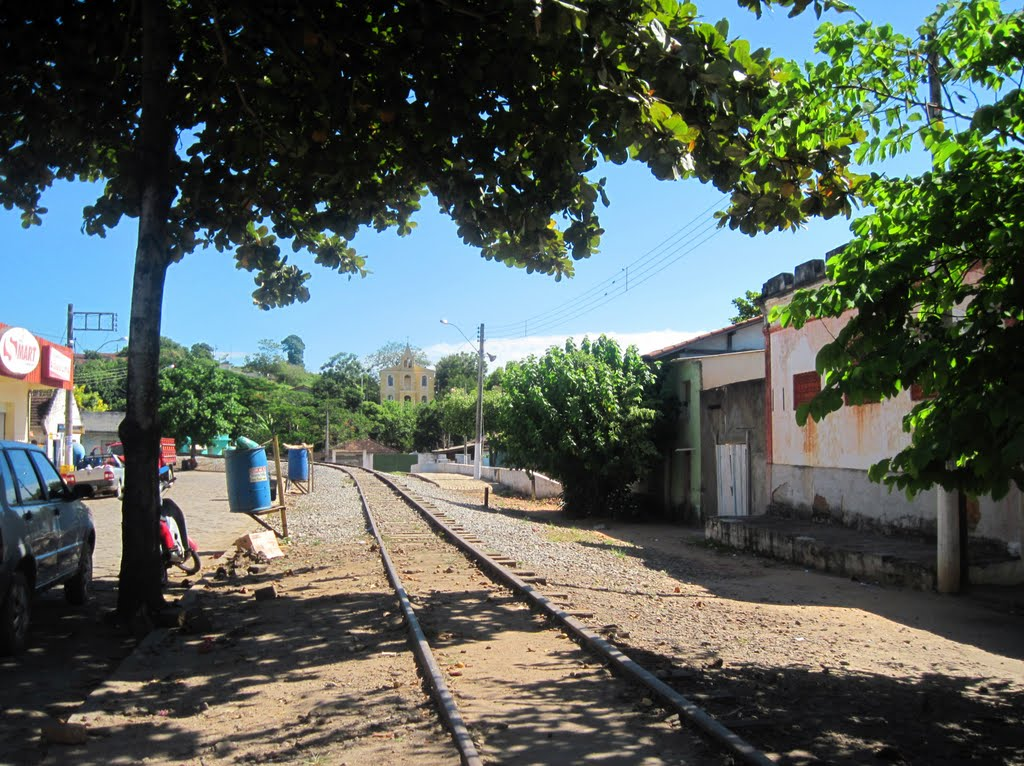
Aspecto local.

### Localização
O distrito de Ponte de Itabapoana localiza-se no extremo sul do município.

### População
Pelo Censo 2010 (IBGE) a população total do distrito era de 1 231 habitantes, e a população urbana era de 672 habitantes.

### Área territorial
A área territorial do distrito é de 92,40 km².

### Hidrografia
O distrito é banhado pelo Rio Itabapoana, divisa natural entre os estados do Espírito Santo e do Rio de Janeiro.